# Cleistesiopsis oricamporum
Cleistesiopsis oricamporum är en orkidéart som beskrevs av Paul Martin Brown. Cleistesiopsis oricamporum ingår i släktet Cleistesiopsis, och familjen orkidéer.
Artens utbredningsområde är Florida. Inga underarter finns listade i Catalogue of Life.